# ليزا بونيت
ليزا بونيت (بالإنجليزية: Lisa Bonet)‏ هي ممثلة أمريكية، ولدت في 16 نوفمبر 1967 بسان فرانسيسكو في الولايات المتحدة.

## أعمال

### مسلسلات
- الفتاة الجديدة
- عرض كوسبي

## وصلات خارجية
- ليزا بونيت على موقع IMDb (الإنجليزية)
- ليزا بونيت على موقع ميتاكريتيك (الإنجليزية)
- ليزا بونيت على موقع الموسوعة البريطانية (الإنجليزية)
- ليزا بونيت على موقع روتن توميتوز (الإنجليزية)
- ليزا بونيت على موقع ألو سيني (الفرنسية)
- ليزا بونيت على موقع ميوزك برينز (الإنجليزية)
- ليزا بونيت على موقع تيرنر كلاسيك موفيز (الإنجليزية)
- ليزا بونيت على موقع أول موفي (الإنجليزية)
- ليزا بونيت على موقع قاعدة بيانات الأفلام السويدية (السويدية)
- ليزا بونيت على موقع إن إن دي بي (الإنجليزية)